# Marlango
Marlango — іспанська музична група.

## Історія
Заснована в 2002.

## Дискографія
- 2004 — Marlango
- 2005 — Automatic imperfection
- 2007 — Selection
- 2007 — The electrical morning
- 2010 — Life in the Treehouse
- 2012 — Un día extraordinario